# Ostrów (województwo kujawsko-pomorskie)
Ostrów – wieś w Polsce położona w województwie kujawsko-pomorskim, w powiecie brodnickim, w gminie Świedziebnia.

## Podział administracyjny
W latach 1975–1998 miejscowość położona była w województwie toruńskim.

## Demografia
Według Narodowego Spisu Powszechnego (III 2011 r.) liczył 73 mieszkańców. Jest najmniejszą miejscowością gminy Świedziebnia.